# كريستانا لوكن
كريستانا لوكن (بالإنجليزية: Kristanna Loken)‏ ممثلة أمريكية من مواليد 8 أكتوبر 1979. وصاحبة دور البطولة في فيلم تيرميناتور 3 بدور تي إكس.

## مواقع خارجية
- كريستانا لوكن على موقع IMDb (الإنجليزية)
- كريستانا لوكن على موقع روتن توميتوز (الإنجليزية)
- كريستانا لوكن على موقع ألو سيني (الفرنسية)
- كريستانا لوكن على موقع أول موفي (الإنجليزية)
- كريستانا لوكن على موقع قاعدة بيانات الأفلام السويدية (السويدية)
- كريستانا لوكن على موقع إن إن دي بي (الإنجليزية)
- كريستانا لوكن على موقع قاعدة بيانات الفيلم (الإنجليزية)
- كريستانا لوكن على موقع كينوبويسك (الروسية)
- كريستانا لوكن على موقع دليل عارضات الأزياء (الإنجليزية)